# Ministère des Sports et des Loisirs
Le ministère des Sports et des Loisirs est un ministère du gouvernement au Burkina Faso.

## Description

### Siège
Le ministère chargé des sports et des loisirs a son siège à Ouagadougou. 

### Attributions
Le ministère est chargé des sports et loisirs.

### Ministres
Depuis le 25 octobre 2022, Issouf Sirima est le ministre des Sports, de la Jeunesse et de l’Emploi.